# Cris Cab

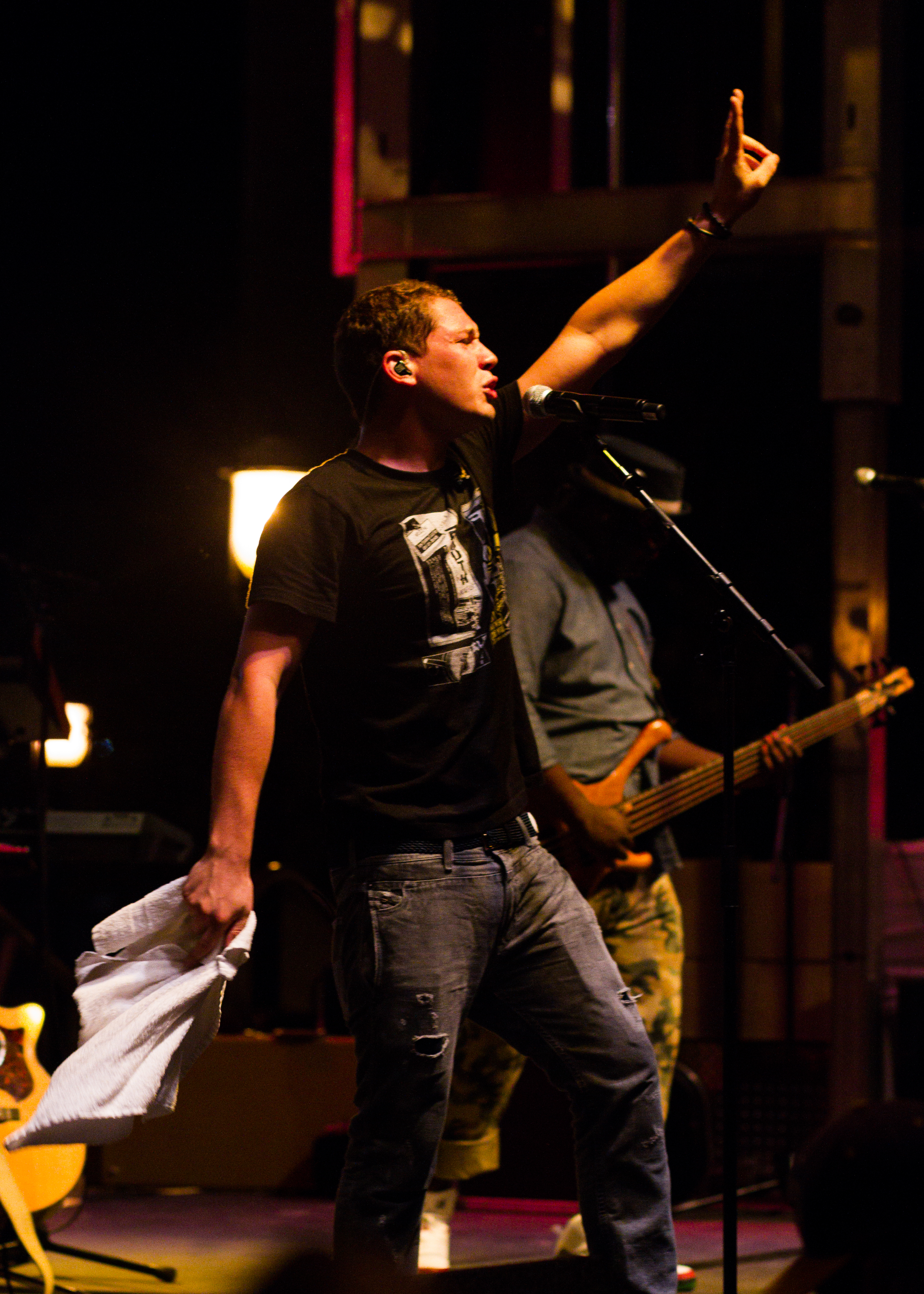
Cris Cab (2014)

Cris Cab (* 21. Januar 1993 in Miami, Florida; bürgerlich Cristian Cabrerizo) ist ein US-amerikanischer Singer-Songwriter kubanischer Abstammung, welcher durch seinen Hit Liar Liar große Bekanntheit erlangte. Cris Cabs Sound ist eine Mischung aus Pop, Reggae und Soul.

## Karriere
Geboren wurde Cris Cab, dessen Eltern aus Kuba stammen, in Miami. Mit fünf Jahren bekam er seine erste Gitarre und als er 14 war, buchte sein Vater die erste Studio-Session für ihn. Eine Zufallsbegegnung ermöglichte es ihm, die ersten eigenen Demoaufnahmen Pharrell Williams vorzuspielen. Danach dauerte es zwar noch drei Jahre, bis er sich musikalisch weit genug entwickelt hatte, aber dann war es erneut Williams, der ihm zum Start im Musikgeschäft verhalf.
2011 unterzeichnete Cab einen Management-Deal und veröffentlichte danach eine Reihe von Videos, die einige Aufmerksamkeit bekamen. Seine Coverversion von Wiz Khalifas Black and Yellow verzeichnete bei YouTube nach sieben Tagen über 100.000 Views. Noch im selben Jahr erschien seine erste EP mit dem Titel Foreword, auf der auch seine Debütsingle Good Girls enthalten war. Diese verschaffte ihm wiederum die Bekanntschaft von Wyclef Jean, der ihn danach ebenfalls unterstützte. Wyclef Jean und Pharrell Williams waren auch auf seinem 2012 veröffentlichten Mixtape Echo Boom vertreten.
Es folgte die Vertragsunterzeichnung mit Mercury Records und eine Neuveröffentlichung von Good Girls (Don’t Grow on Trees) mit Beteiligung von Big Sean. Das Lied blieb erfolglos, aber die zugehörige EP Rise brachte es immerhin auf Platz 34 der US-Heatseekers-Charts. Mit der nächsten EP Red Road kam er im Jahr darauf in den US-Reggae-Charts bis auf Platz 3.
Der Durchbruch für Cris Cab kam dann Ende 2013 in Europa. Mit Unterstützung von Pharrell Williams, der selbst in diesem Jahr seinen Durchbruch als Musiker gehabt hatte, veröffentlichte er die Single Liar Liar. Diese konnte sich in vielen Ländern auf dem Kontinent in den Charts platzieren und erreichte unter anderem in Deutschland und Österreich die Top Ten.
Sein Debüt-Album Where I Belong erschien am 4. April 2014 in Deutschland.

## Diskografie

### Alben
- 2012: Cris Cab – Live… In the Moment
- 2014: Where I Belong

### Mixtapes
- 2013: Red Road

### EPs
- 2011: Foreword
- 2012: Echo Boom
- 2012: Rise

### Singles
- 2011: Good Girls
- 2012: Face to Face
- 2012: Echo Boom (feat. Pharrell Williams)
- 2012: She’s So Fly (feat. Wyclef Jean)
- 2012: Good Girls (Don’t Grow on Trees) (feat. Big Sean)
- 2012: White Lingerie
- 2013: When We Were Young
- 2013: Another Love (feat. Wyclef Jean)
- 2013: Colors (feat. Mike Posner)
- 2013: Paradise (On Earth)
- 2014: Liar Liar (feat. Pharrell Williams)
- 2014: Loves Me Not
- 2015: Englishman in New York (feat. Tefa & Moox & Willy William)
- 2016: Bada Bing (feat. Youssoupha oder 257ers)
- 2017: All of the Girls (feat. Pitbull)
- 2017: Together
- 2017: Rest of My Life
- 2018: Laurent Perrier (feat. Farruko & Kore)

### Gastbeiträge
- 2016: Paradise (Nehuda feat. Cris Cab)
- 2016: Paris (Willy William feat. Cris Cab)

## Auszeichnungen für Musikverkäufe
| Goldene Schallplatte - Schweden - 2015: für die Single Liar Liar |

Anmerkung: Auszeichnungen in Ländern aus den Charttabellen bzw. Chartboxen sind in ebendiesen zu finden.
| Land/RegionAuszeichnungen für Musikverkäufe (Land/Region, Auszeichnungen, Verkäufe, Quellen) | Gold     | Platin | Verkäufe | Quellen           |
| -------------------------------------------------------------------------------------------- | -------- | ------ | -------- | ----------------- |
| Deutschland (BVMI)                                                                           | Gold1    | —      | 150.000  | musikindustrie.de |
| Schweden (IFPI)                                                                              | Gold1    | —      | 20.000   | Einzelnachweise   |
| Schweiz (IFPI)                                                                               | Gold1    | —      | 15.000   | hitparade.ch      |
| Insgesamt                                                                                    | 3× Gold3 | —      |          |                   |